# Даніїл де Боскет

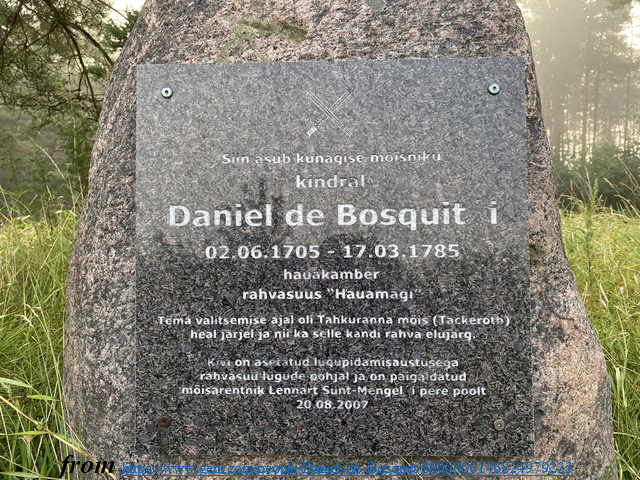
https://www.geni.com/people/Daniel-de-Bosquet/6000000146824979233

Даніїл де Боскет чи Дебоскет (02.06.1705, м. Кристьян Єрланк, Пруссія — 17.03.1785, Естонія) — військовий інженер, картограф. Брав участь у будівництві укріплень на території України.

## Початок кар'єри військового інженера

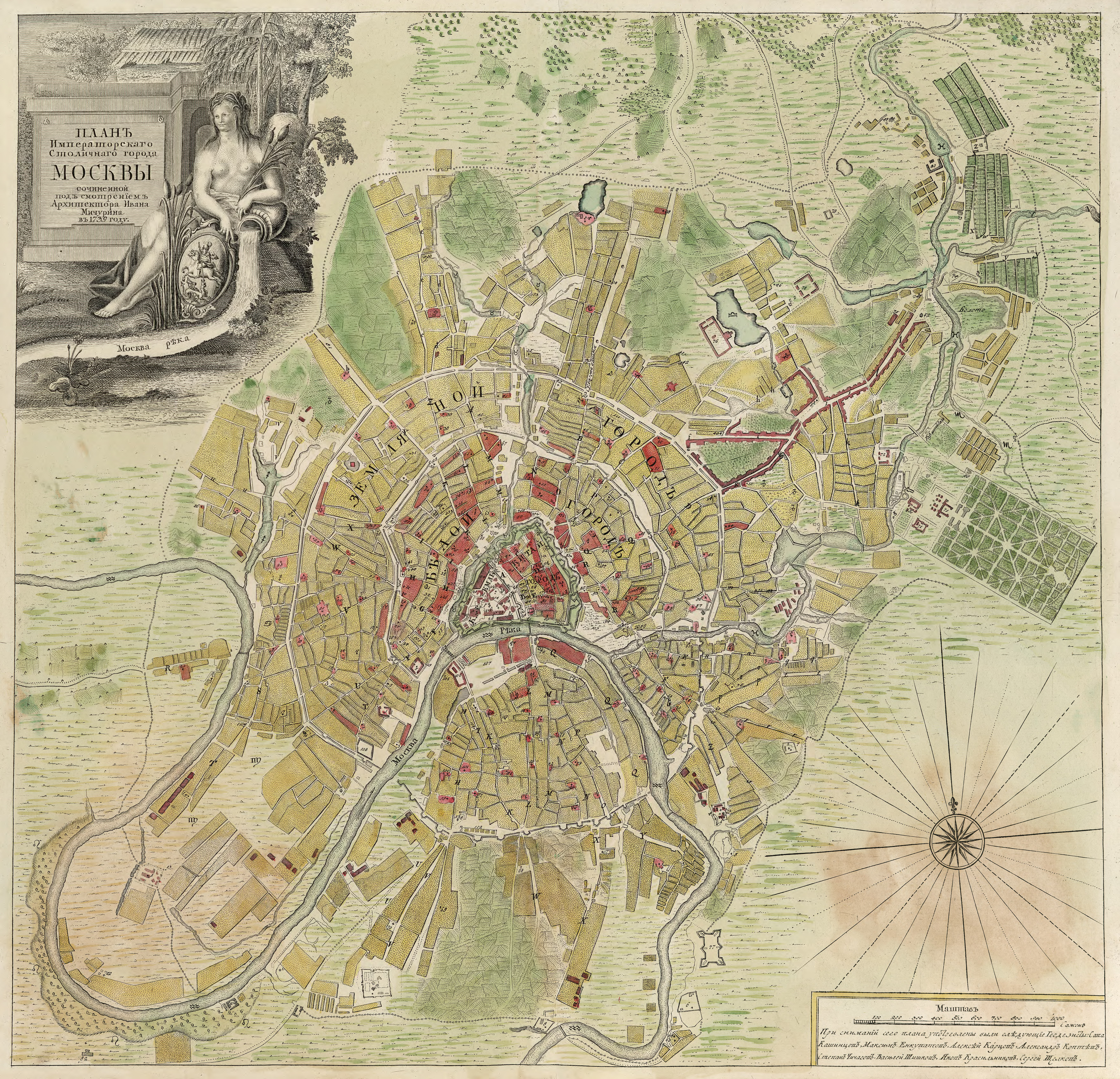
«План императорского столичного города Москвы, сочиненный под смотрением архитектора Ивана Мичурина в 1739 году»

Даніїл де Боскет народився 02.06.1705 року в місті Кристьян Єрланк (Бранденбург, Пруссія) в родині французьких емігрантів. Згідно з його власними записами, у травні 1711 року він вступив кадетом на Бранденбурзьку службу, де вивчав інженерну справу і математику. Згодом отримав звання прапорщика, а в січні 1726 року — поручика.
На прохання де Боскета 19 серпня 1726 року його взяли на службу в Росії і призначили поручиком у Псковський піхотний полк.
1727 року як інженер він проводив фортифікаційні роботи Ризької і Нарвської фортець. В 1728—1730 роках перебував у Виборзькій фортеці, в той час, коли військовий інженер генерал-лейтенант Алферій де Кулон розробляв на місці проект вдосконалення укріплень фортеці. Ймовірно, де Боскет мав нагоду співпрацювати з де Кулоном в роботі над проектом цих складних укріплень. 31 січня 1730 року де Боскет був призначений до Псковського полку полковим квартирмейстером. У березні 1731 року «за знання інженерної науки» отримав підвищення до рангу інженер-капітан-поручика.
Того ж року за наказом Сенату його направляють до Москви і призначають «головним командиром робіт зі складення московського плану». Цей план вирішили скласти з метою поліпшення містобудівної ситуації в Москві після періоду хаотичної забудови часів правління Петра І і Катерини І, за відсутності тут імператорського двору. Спершу проект очолював Іван Мордвінов, якого після його смерті в липні 1734 року замінив Іван Мічурін. Створений за шість років план (повна назва рос. «План императорского столичного города Москвы, сочиненный под смотрением архитектора Ивана Мичурина в 1739 году») виявився першим точним планом міста, складеним на основі геодезичної зйомки. В роботі над ним брало участь багато фахівців; на певному етапі де Боскет керував роботою вісьмох геодезистів.
Не завершивши роботу над планом Москви, 1732 року де Боскет наказом Сенату, у зв'язку з підготовкою до Російсько-турецької війни 1735—1739 років, був направлений на будівництво Української оборонної лінії.

## Діяльність в Україні
З 1732 по 1756 (1757) рік діяльність Даніїла де Боскета була повністю пов'язана з Україною і Києвом.

### Українська оборонна лінія
Після призначення 28 листопада 1732 року інженером-капітаном-поручиком на першу вільну вакансію до літа 1735 року де Боскет був задіяний у проектуванні і будівництві фортифікаційних споруд, що входили до складу Української оборонної лінії — однієї з найпотужніших фортифікаційних систем, що будувалися в той час в Російській імперії. 1733 року будував Українську лінію від Білевської фортеці до річки Донця, заклав шість фортець від Української лінії до Дніпра. 1734 року йому доручили зведення всієї лінії і фортець по ній від Дніпра до Дінця, а також складання карт місцевості, планів та профілів фортець. Пізніше він також брав участь у Донській експедиції.
Після початку Російсько-турецької війни, у 1736 році керував будівництвом моста через Дніпро, яким переправлялась російська армія. Потім брав участь у штурмі Очакова: керував осадними роботами, укріплював фортецю і був у ній при турецькій осаді; особисто підірвав фортецю під час відступу російської армії. 1738 року за штурм і оборону Очакова отримав звання інженер-майора. У 1739 року як «головний інженерний офіцер» брав участь у Хотинському і Молдавському походах.
З 1740 року де Боскету доручили ремонт та будівництво всіх українських фортець і пунктів укріплень в Українському департаменті фортець: під його наглядом перебували полкові та прикордонні містечка від Смоленської губернії до Української лінії, Запорізької Січі та Азовського моря, всі редути й форпости по польському і турецькому кордонах. У 1743 році він отримав звання інженер-підполковника. В цей час де Боскет склав плани багатьох українських міст, зняв численні плани місцевості, виконував секретні завдання пов'язані зі зйомкою планів уздовж кордонів з Польщею і Туреччиною, а також був задіяний в особливо складних і важливих інженерних роботах.
У 1740-х роках у співробітництві з миргородським полковником Василем Капністом побудував на правому березі Дніпра кілька укріплень, зокрема: Петроострівський шанець на річці Висі; Новоархангельський шанець (1743) на річці Синюсі; укріплення у Крилові (1743) в гирлі річки Тясьмина; Орловський шанець у місті впадання Синюхи в Південний Буг. В 1745 році склав проект і керував роботами по зміцненню берега річки у Переволочній фортеці.

### Роботи 1740—50-х років
Серед значних робіт Даніїла де Боскета 1740—1750-х років:
- Модернізація Печерської фортеці (сер. XVIII ст.).
- Розробка проекту фундаменту Андріївської церкви.
- Керівництво роботами по зведенню на території Києво-Печерської лаври підпірного муру Дебоскета (роботи були завершені, ймовірно, іншим архітектором)[5].
- Плани Києва (1741, 1745).
- Карти «Задніпровських місць» (від гирла р. Тясмин, притоки Дніпра до гирла р. Синюха, притоки Південного Бугу, 1745)[2].